# 3. ŽNL Vukovarsko-srijemska Grupa B 1999./2000.

## Tablica
| Mj. | Klub                     | Sus. | Pobj. | Nerj. | Por. | GR.   | Bod. |
| --- | ------------------------ | ---- | ----- | ----- | ---- | ----- | ---- |
| 1.  | NK Mohovo                | 10   | 7     | 1     | 2    | 23:13 | 22   |
| 2.  | NK Polet Donje Novo Selo | 10   | 6     | 2     | 2    | 34:13 | 20   |
| 3.  | NK Tompojevci            | 10   | 5     | 2     | 3    | 23:17 | 17   |
| 4.  | ŠNK Dunav Sotin          | 10   | 5     | 1     | 4    | 19:16 | 16   |
| 5.  | NK Opatovac              | 10   | 4     | 3     | 3    | 14:14 | 15   |
| 6.  | NK Mladost Svinjarevci   | 10   | 0     | 1     | 9    | 7:28  | 1    |